# Gustaf Mauritz Pauli
Gustaf Mauritz Pauli, född 16 april 1808 i Stockholm, död 6 mars 1839 i Sankt Petersburg, var en svensk gymnastiklärare.

## Biografi
Gustaf Mauritz Pauli var son till överstelöjtnant Gustaf Adolf Pauli. Efter att 1823–1828 ägnat sig åt militäryrket begav han sig till Stockholm för att försörja sig genom att undervisa i gymnastik, fäktning och simning. Troligen studerade han inte vid Gymnastiska Centralinstitutet. Under ett par år var han anställd vid den Lindska siminrättningen och utförde där en pionjärverksamhet för simkonstens utbredande. Han utgav för det ändamålet en skrift, Preceptor i simm-konsten. Stockholms Simm-sällskap tillegnad (1829). 1829 begav han sig till Helsingfors, där han först försökte intressera universitetsmyndigheterna för studenternas fysiska fostran. Då detta misslyckades, öppnade han 1830 egen gymnastikinrättning med simskola i staden och blev därigenom den förste gymnastikläraren i Finland. Redan hösten 1831 flyttade Pauli sin verksamhet till Sankt Petersburg, där någon ordnad gymnastikundervisning vid skolorna knappast förekom. Genom sin skicklighet i fäktning och genom sin privata gymnastikpraktik blev Pauli snart känd i ledande kretsar. Han anställdes 1834 som gymnastik- och fäktlärare vid de kejserliga kadettskolorna för utbildning av officerare, bland annat vid kejserliga gardeskadettkåren. Han erhöll snart överstelöjtnants rang och överinseendet över gymnastikundervisningen vid alla ryska statens undervisningsanstalter, varvid en del svenskar kallades till hans hjälp. Dessa förde efter Paulis död arbetet med den svenska gymnastiken vidare i Ryssland.